# Réquiem (Ñu)
Réquiem es el undécimo álbum de estudio de Ñu, editado en 2002.
Este fue el primer trabajo de la banda para el sello madrileño PIES. 
Este álbum, producido por José Carlos Molina, consta de 10 canciones, y comenzó a elaborarse hacia 1996, aunque vio la luz 6 años más tarde.

## Temas
1. Mazmorra - 5:30
2. Tenebros - 4:44
3. Aramundi - 5:43
4. Gracias - 5:05
5. Sacrificio - 5:25
6. Dagas - 7:16
7. Hada - 10:12
8. Entrega romántica - 6:55
9. Refugiados - 5:05
10. La boca del Infierno - 6:37